# Œnomaüs (gladiateur)
Pour les articles homonymes, voir Œnomaos (homonymie).
Œnomaüs (en latin : Oenomaus du grec ancien Ουενομάους évoquant le vin - ουένος) est un gladiateur et l'un des lieutenants de Spartacus au cours de la première phase de la troisième guerre servile (73–71 av. J.-C.). Avec le Thrace Spartacus et ses compatriotes gaulois Crixos et Castus, il s'échappe de l'école de gladiateurs de Capoue appartenant à Lentulus Batiatus et devient l'un des chefs des esclaves rebelles au cours de la plus grande révolte d'esclaves contre la République romaine.
Œnomaüs est impliqué dans l'un des premiers succès majeurs de l'armée d'esclaves, la déroute de l'armée du préteur Caius Claudius Glaber, qui a tenté d'assiéger l'armée d'esclaves près du mont Vésuve. À l'arrivée du préteur Publius Varinius venu mettre fin à l'insurrection avec ses troupes, Spartacus veut abandonner les plaines de la Campanie et se replier en Lucanie, derrière les montagnes de l'Apennin, tandis que ses troupes se livrent au pillage de villes et des villages alentour sans qu'il puisse les garder sous contrôle.
Œnomaüs, à la tête de 3 000 Gaulois, se sépare de Spartacus pour attaquer immédiatement Varinius Glaber. Son armée est vaincue et il tombe au combat. Cet événement s'est déroulé au cours de l'hiver 73–72 av. J.-C., lorsque les armées d'esclaves pillent des villes et des villages dans le Sud de l'Italie.
Il est peut-être un Galate, basé sur son nom qui semble d'origine grecque, bien que les auteurs antiques le décrivent tous comme un Gaulois.

## Dans la culture populaire
- Œnomaüs apparaît en tant que personnage dans l'album Jeff Wayne's Musical Version of Spartacus.
- Œnomaüs, représenté comme un Numide noir, est joué par Peter Mensah dans la série télévisée Spartacus de Starz.
- Œnomaüs est l'un des personnages du roman historique Spartacus, la révolte des esclaves, de Max Gallo ; dans ce roman, Œnomaüs est un Germain.